# La torre blanca
La torre blanca es una novela escrita por James Ramsey Ullman y publicada en 1945. Fue la cuarta novela más vendida en EE. UU. en dicho año.
Fue filmada en 1950 bajo la dirección de Ted Tetzlaff y protagonizada por Glenn Ford, Alida Valli, Claude Rains, Lloyd Bridges, Cedric Hardwicke, y Oskar Homolka.
- Datos: Q7774594